# Спудищі
Спудищі (рос. Спудищи) — присілок в Палкінському районі Псковської області Російської Федерації.
Населення становить 5 осіб. Входить до складу муніципального утворення Качановська волость.

## Історія
Від 2015 року входить до складу муніципального утворення Качановська волость.

## Населення
| 2001 | 2002 | 2010 | 2013 | 2016 |
| ---- | ---- | ---- | ---- | ---- |
| 12   | ↘6   | ↘4   | ↗6   | ↘5   |